# Saint-Paul (Nuevo Brunswick)
Saint-Paul es una parroquia canadiense situada en la provincia de Nuevo Brunswick.

## Superficie
Saint-Paul tiene una superficie de 228,41 km².

## Demografía
En 2021, tenía 877 habitantes, una densidad poblacional de 3,8 hab./km², y 383 viviendas.